# Febadio di Agen
Febadio (fl. IV secolo) è stato un vescovo francese del IV secolo. Il suo nome è tra quelli dei santi del 25 aprile nel Martirologio romano.
L'unico suo scritto sopravvissuto, il Contra Arianos, è stato incluso da Jacques-Paul Migne nel XX volume della Patrologia Latina.

## Biografia
Le informazioni su Febadio di Agen sono molto scarne, e non permettono di ricostruire con esattezza la sua data di nascita né quella di morte. Era originario dell'Aquitania (forse proprio di Agen), una regione che nel IV secolo era poco cristianizzata; è quindi probabile che non abbia avuto un'educazione cristiana.
Non è nota la data in cui fu eletto vescovo di Agen. Ciò probabilmente non avvenne prima del 356, perché Febadio sicuramente non era presente al concilio di Sardica del 343 (il suo nome non compare tra quelli dei sottoscrittori degli atti) e ai sinodi di Arles, Milano e Beziers (356). Nel 358 era comunque già vescovo di Agen poiché nello stesso anno partecipò in Gallia a un concilio di vescovi che condannò la pubblicazione della "formula sirmiense", fortemente filoariana, prodotto finale del concilio riunito a Sirmio verso la metà del 357.
Intervenne, insieme con san Servazio di Tongres, al concilio di Rimini del 359, dove difese il credo niceno. Tuttavia in seguito, dopo una tenace resistenza, fu costretto ad accettare e firmare anch'egli la "formula di Rimini", integrata e ampliata da alcune espressioni antiariane..
Contro la formula di Rimini si schierò un sinodo di Parigi nell'estate del 360, al quale partecipò anche Febadio. Febadio presiedette il concilio di Valence del 359 e quello di Saragozza del 374, che trattarono di disciplina ecclesiastica e non più di questioni teologiche, dogmatiche e trinitarie.
La data di morte è incerta. Nel 392, san Girolamo gli dedicò il capitolo 108 del De viris illustribus:
1. Phoebadius, Agenni Galliarum episcopus, edidit Contra Arianos librum. Dicuntur eius et alia esse opuscula, quae necdum legi. 2 Vivit usque hodie decrepita senectute.

Da questa testimonianza si deduce non solo che in quell'anno Febadio era ancora vivo, ma anche che aveva forse composto altre opere, non conservate. Era invece sicuramente già morto nel 405, quando è attestato un nuovo vescovo di Agen, Dulcidio, probabilmente suo diretto successore dopo la morte.

## Contra arianos
Il Contra arianos è un’opera articolata in 28 capitoli.  Febadio di Agen la scrisse con l'intento di confutare la professione sirmiense del 357 e di dimostrare come dietro le frasi e le parole apparentemente ortodosse in essa contenute si nascondesse in realtà l’eresia ariana.
L’eresia ariana sostiene che il Padre sia dotato di ipostasi e natura propria, mentre il Figlio non partecipa alla sostanza e all’essenza del Padre. Inoltre, in quanto non generato, il Padre è senza principio, mentre il Figlio deriva dal Padre il suo principio: dunque è in una posizione di netta inferiorità che lo esclude dalla partecipazione alla divinità somma.Il concilio di Nicea del 325 condannò l'arianesimo ma la controversia ariana si protrasse per tutto il IV secolo con l’avvicendarsi di diversi concili. Nel tentativo di trovare un accordo, Costanzo affidò al cosiddetto trio illirico, costituito da Valente, Ursacio e Germinio, il compito di ricostituire un’unità di pensiero. Per loro iniziativa, verso la metà del 357, si riuniscono alcuni vescovi occidentali a Sirmio (il luogo è scelto per il fatto che vi risiedeva l’imperatore). Il concilio di Sirmio escluse la posizione nicena ed accentuò l'inferiorità del Figlio nei confronti del Padre, tanto da renderlo dissimile da Dio-Padre. In conclusione il concilio di Sirmio assunse la forma di un vero e proprio atto di tolleranza dell’arianesimo.
L’opera di Febadio ripercorre passo per passo gli aspetti più importanti della formula del concilio di Sirmio, per poi confutarli e respingerli teologicamente. L’incipit (1,3) esprime chiaramente l’obiettivo che l’autore si pone:
«Vere catholici non futuri
si haeresim non repudiamus
Non saremo veramente cattolici se non ripudieremo l'eresia»
Avvalendosi di citazioni dalle scritture, Febadio replica punto per punto a quanto affermato a Sirmio, sostenendo il concetto di substantia in base al quale il Padre e il Figlio devono essere distinti ma non mescolati né separati: entrambi, con lo Spirito Santo, costituiscono unum quanto alla substantia.
Il trattato è ricco di citazioni dall’Antico e dal Nuovo Testamento, dal momento che le scritture sono spesso la base per sostenere una tesi o confutare quella degli avversari. Grande spazio è dato alle citazioni dal vangelo di Giovanni, molto usato nella disputa ariana dal momento che contiene informazioni utili a determinare il rapporto Padre-Figlio.

### Trasmissione dell'opera
Il Contra Arianos è pervenuto in un unico manoscritto del IX secolo, oggi conservato nella biblioteca dell'università di Leida.
L'editio princeps fu curata da Teodoro di Beza a Ginevra nel 1570. Il curatore lamentò le cattive condizioni del manoscritto, sul quale intervenne con una serie di congetture elencate in appendice. Una seconda edizione comparve nella raccolta Veterum aliquot Galliae Theologorum scripta, pubblicata da un curatore anonimo a Parigi nel 1586; il testo si basa su quello della prima edizione aggiungendo nuove congetture e rifiutando alcune di quelle avanzate da Teodoro di Beza. L’'editio princeps e la seconda edizione sono state ristampate più volte e sono incluse anche nella Patrologia Latina del Migne. Fu pubblicata inoltre una terza edizione a Francoforte nel 1623. Solo nel 1985 è stata prodotta la prima vera edizione critica del testo a cura di R. Demeulenaere.
Nel 1999 Jörg Ulrich ha curato un'edizione dell'opera in lingua tedesca.

## Culto
Le reliquie di Febadio, dal 1112, sono a Venerque, nell'arcidiocesi di Tolosa.
Il suo elogio si legge nel Martirologio romano al 25 aprile; nel proprio di Agen la sua festa è il 26 aprile.